# Estok

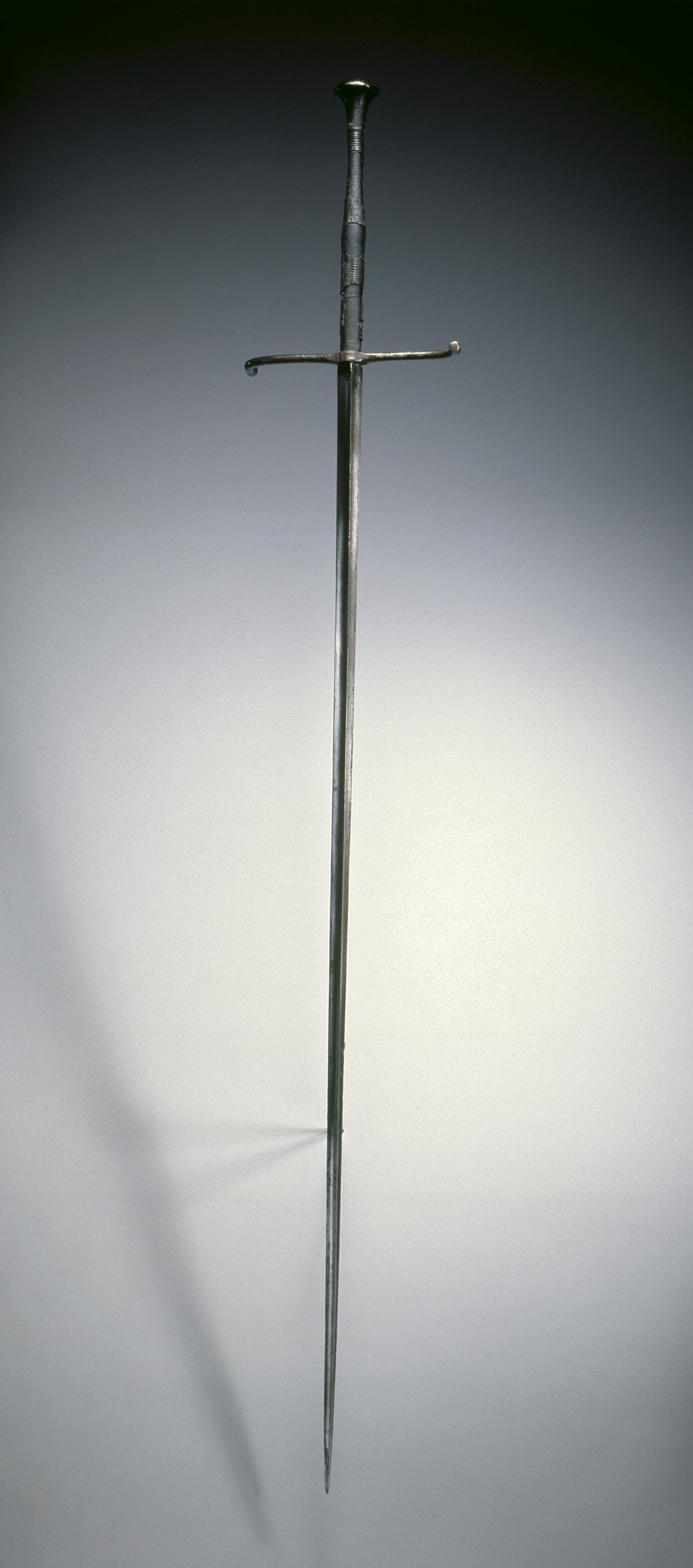
Estok z początku XVI wieku

Estok (niem. panzerbrecher, fr. estoc, ang. tuck) – miecz dwuręczny wykorzystywany od XIV do XVII wieku, charakteryzujący się rękojeścią w kształcie krzyża i prostym, bezkrawędziowym, ostro zakończonym ostrzem.

## Historia
Wraz z rozwojem zbroi zmieniły się również metody jej atakowania. Szybko zdano sobie sprawę, że broń sieczna traci na skuteczności, więc zaczęto wykorzystywać broń obuchową miażdżącą, taką jak buławy czy młoty bojowe. Wykorzystywana była również broń służąca do pchnięć, która mogła rozerwać kółka kolczugi lub spoiny i szczeliny zbroi płytowej. Długi, zwężający się miecz mógł być również używany jako kopia, gdy ta prawdziwa pękła – w ten sposób rozwinął się estok. Francuskie słowo estoc oznacza „pchnięcie”.

## Opis
Dwuręczny estok będący odmianą jednoręcznego koncerza, przeznaczony był do walki z przeciwnikami w kolczugach lub zbrojach płytowych i nie posiadał krawędzi tnącej. Przekroje ostrza mogły być trójkątne, kwadratowe, romboidalne lub sześciokątne, co w praktyce wykluczało możliwość cięcia. Większość odmian estoka posiadała długie ricasso z hakami do parowania (parrierhaken), co dawało posiadaczowi miecza przewagę w postaci dodatkowej dźwigni, dzięki której mógł pchnąć estokiem z większą precyzją i siłą. Niektóre estoki posiadały ochronne pierścienie na palce, zakrzywione jelce lub inne odmiany głowic. Początkowo estok przytroczony był do siodła i zawieszany na pasie, gdy żołnierz zsiadał z konia. W miarę rozwoju broni piechota zaczęła nosić go w pochwie.